# 4-甲氧基苯甲醇
4-甲氧基苯甲醇（英語：4-Methoxyphenylmethanol，也称为大茴香醇）是一种有机化合物，化学式为CH3OC6H4CH2OH。它是无色液体或晶体，可用作香料和调味剂。它在自然界中存在，可以通过茴香醛的还原反应制备。